# Вертнер, Георг
Георг Вертнер (нем. Georg Werthner; род. 7 апреля 1956, Линц) — австрийский легкоатлет, специалист по многоборьям. Выступал за сборную Австрии по лёгкой атлетике в 1975—1988 годах, дважды бронзовый призёр Универсиад, многократный победитель и призёр первенств национального значения, участник четырёх летних Олимпийских игр.

## Биография
Георг Вертнер родился 7 апреля 1956 года в городе Линц, Верхняя Австрия.
С середины 1970-х годов находился в числе сильнейших австрийских легкоатлетов, неоднократно становился чемпионом страны в различных легкоатлетических дисциплинах: восемь раз был лучшим в десятиборье (1975, 1977, 1979, 1980, 1982, 1984, 1986, 1988), один раз в прыжках в длину (1977), четыре раза в тройном прыжке (1977, 1979, 1980, 1982), шесть раз в метании копья (1979—1981, 1983, 1984, 1988), дважды в эстафете 4 × 100 метров (1980, 1981) и один раз в эстафете 4 × 400 метров (1980). Главным его конкурентом являлся Зепп Цайльбауэр, с которым они долгое время соперничали на соревнованиях национального уровня.
Впервые заявил о себе на международной арене в сезоне 1975 года, когда вошёл в состав австрийской национальной сборной и побывал на юниорском европейском первенстве в Афинах, откуда привёз награду серебряного достоинства, выигранную в десятиборье. Также в этом сезоне стал пятым на Универсиаде в Риме.
Благодаря череде удачных выступлений удостоился права защищать честь страны на летних Олимпийских играх 1976 года в Монреале — набрал в сумме всех дисциплин десятиборья 7493 очка и расположился в итоговом протоколе соревнований на 16-й строке.
В 1978 году на чемпионате Европы в Праге без результата досрочно завершил выступление в десятиборье.
На Универсиаде 1979 года в Мехико финишировал шестым.
Находясь в числе лидеров легкоатлетической команды Австрии, благополучно прошёл отбор на Олимпийские игры 1980 года в Москве — на сей раз с результатом в 8050 очков стал четвёртым.
В 1981 году взял бронзу в десятиборье на Универсиаде в Бухаресте.
В 1982 году был пятым на чемпионате Европы в Афинах.
В 1983 году добавил в послужной список бронзовую награду, полученную в десятиборье на Универсиаде в Эдмонтоне.
На Олимпийских играх 1984 года в Лос-Анджелесе набрал 8012 очка и стал девятым.
В 1988 году отправился представлять страну на Олимпийских играх в Сеуле — здесь с результатом в 7753 очка занял лишь 21-е место.
Завершив спортивную карьеру, впоследствии неоднократно принимал участие в ветеранских соревнованиях по лёгкой атлетике, становился чемпионом мира среди мастеров.